# Dycladia brasiliensis
Dycladia brasiliensis là một loài bướm đêm thuộc phân họ Arctiinae, họ Erebidae.